# Audrey Spiry
Audrey Spiry est une animatrice, illustratrice et autrice de bande dessinée française née le 17 mai 1983. Son premier album, En silence, est paru en 2012.

## Biographie
Issue d'un père prestidigitateur, Audrey Spiry suit d'abord une formation en design à l'École nationale des arts appliqués et métiers, puis elle intègre l'École des métiers du cinéma d'animation avant de s'inscrire aux Beaux-Arts. Elle travaille dans l'animation.
En 2012 paraît sa première bande dessinée, En silence, chez Casterman, album qui lui a demandé deux ans et demi de travail. L'ouvrage, dessinée avec « des couleurs vives traitées à la palette numérique avec un effet de gouache », porte sur des personnages qui passent une journée de canyoning. L'album fait partie des cinq finalistes du Prix de la BD du Point et du grand prix de la critique 2013. L'ouvrage est favorablement accueilli dans plusieurs médias,, et fait l'objet d'une traduction vers l'italien en 2016.
Elle participe à l'ouvrage collectif Les Gens normaux, paroles lesbiennes gay bi trans (Casterman), dirigé par Hubert et contenant témoignages et textes de référence ; l'ouvrage est publié en 2013.
Par la suite, Audrey Spiry illustre des ouvrages jeunesse. Elle dessine, sur un scénario de Sandrine Bonini, Lotte, fille pirate qui paraît chez Sarbacane en 2014 ; avec la même scénariste, elle réalise Tempête, publié en 2015.
En 2022, elle illustre l'ouvrage jeunesse L'Expédition, sur un texte de Stéphane Servant. La critique de l'ouvrage du magazine Télérama souligne : « C’est tout l’art de l’illustratrice Audrey Spiry, que de faire surgir de ses tubes l’infini des possibles. Sa peinture turbulente, parfois convulsive, avait déjà été source d’éblouissement dans ses livres Tempête, et surtout Lotte, fille pirate, plein de correspondances avec son nouvel album. L’héroïne de L’Expédition a la même bougeotte maritime, et la même conviction que rien n’est réservé aux garçons. » L'ouvrage est lauréat du Prix Sorcières  2023, dans la catégorie Carrément Beau Maxi.

## Œuvres

### Bande dessinée
- En silence[6], scénario, dessin et couleurs, Casterman, coll. KSTR, 2012  (ISBN 978-2-203-03272-9) ; traduit en italien par Elisabetta Tramacere pour Diabolo Edizioni, 2016.
- In fine : résidence du 15 septembre au 15 octobre 2020, confinement 2, texte et dessin, Éditions du Parc naturel régional de la Narbonnaise en Méditerranée, 2021

### Illustration
- Lotte, fille pirate, texte de Sandrine Bonini, Sarbacane, 2014  (ISBN 978-2-84865-702-8)
- Tempête, texte de Sandrine Bonini, Sarbacane, 2015  (ISBN 978-2-84865-804-9)
- En ce temps-là, textes de Gaia Guasti, Éditions Thierry Magnier, coll. «  Les Décadrés » 2016  (ISBN 978-2-36474-909-2)
- L'Expédition[14], texte de Stéphane Servant, éditions Thierry Magnier, 2022

## Prix et distinctions
- Finaliste du Prix de la BD du Point 2012[4] pour En silence
- Finaliste du grand prix de la critique 2013[5] pour En silence
- Prix Sorcières 2023[15], Catégorie Carrément Beau Maxi, pour L’expédition, texte de Stéphane Servant

#### Interviews
- Pierre Burssens, « Entretien avec Audrey Spiry pour En Silence - Casterman KSTR », sur BD Best, 11 juillet 2012
- Christian Missia Dio, « Audrey Spiry (En Silence) : "Avoir un projet commun est un élément déterminant dans la réussite d’un couple" », sur Actua BD, 10 septembre 2012